# Học đường 2017
Học đường 2017 (School 2017; tiếng Hàn: 학교 2017; Romaja: Hakgyo 2017) là một phim truyền hình Hàn Quốc dài 16 tập với sự tham gia của các diễn viên Kim Se-jeong, Kim Jung-hyun, Jang Dong-yoon, Han Sun-hwa và Han Joo-wan. Phim được phát sóng trên kênh KBS2 vào 22h thứ Hai và thứ Ba hằng tuần từ ngày 17 tháng 7 đến ngày 5 tháng 9 năm 2017.
Đây là phần thứ bảy trong loạt phim "School" của đài KBS phát sóng từ năm 1999 đến 2002 và được tiếp tục từ năm 2013 sau 10 năm gián đoạn, bộ phim mô tả về hàng loạt những tình huống và các cuộc đấu tranh thực tế mà giới trẻ Hàn Quốc phải đối mặt.
Mặc dù School 2017 có tỉ suất người xem (rating) khá thấp, nhưng dàn diễn viên chính trong phim vẫn được khen ngợi vì khả năng diễn xuất của họ, dẫn đến sự công nhận ngày càng tăng.
Tại Việt Nam, bộ phim đã được mua bản quyền và phát sóng trên kênh HTV2 với tựa đề "Tuổi học trò 2017". Phim được phát sóng vào 21h45 từ thứ Hai đến thứ Sáu hằng tuần, bắt đầu từ ngày 17 tháng 8 năm 2020.

## Nội dung
Nội dung nói về một lớp học nơi các học sinh cố gắng vượt qua áp lực về kì thi của họ, và đối mặt với áp lực của tuổi thanh thiếu niên. Nhân vật chính là Ra Eun-ho (Kim Se-jeong), 18 tuổi vui vẻ và chân thật, có ước mở trở thành nghệ sĩ webtoon nhưng bị bắt trong cuộc truy tìm kẻ gây rối trong trường, còn gọi là 'Học sinh X'. Khi bị gọi là học sinh X, giấc mơ bước vào đại học chuyên ngành mĩ thuật rơi vào tình trạng nguy hiểm khi cô phải đối mặt với nguy cơ bị trục xuất.

## Diễn viên

### Chính
- Kim Se-jeong vai Ra Eun-ho[4][5]

Một học sinh 18 tuổi người đứng hạn chót nhưng là học sinh có giấc mở trở thành nghệ sĩ. Cô xuất thân từ tầng lớp lao động và gia đình sỡ hữu một cửa hàng gà.
- Kim Jung-hyun vai Hyun Tae-woon[6]

Con trai hư hỏng của hiệu trưởng trường. Anh không chú tâm đến việc học và căm ghét cha mình. Anh có liên quan đến một vụ tai nạn xe máy trong đó người bạn thân của anh Joon-ki đã mất sau khi cứu Eun-ho từ đống đổ nát của xe buýt. Anh bắt đầu có tình cảm với Eun-ho.
- Jang Dong-yoon vai Song Dae-hwi[7]

Chủ tịch hội học sinh trường. Anh là một học sinh hoàn hảo và luôn đứng vị trí đầu bảng, mặc dù xuất thân trong một gia đình nghèo. Anh có mối quan hệ với Hong Nam-joo. Anh là bạn thân của Tae-woon và Joon-ki trước khi gặp tai nạn. Tuy nhiên sau cái chết của Joon-ki, anh và Tae-woon rơi vào mối quan hệ khó xử.
- Han Joo-wan vai Shim Kang-myung

Cựu giáo viên của lớp 2-1, anh rất chú ý đến học sinh của anh. Anh cố gắng lên tiếng chống lại chính quyền. Anh có tình cảm với cảnh sát viên Han Soo-ji.
- Han Sun-hwa vai Han Soo-ji

### Hỗ trợ

#### Học sinh
- Seol In-ah vai Hong Nam-joo[8]

Bạn gái của Dae-hwi. Cô giả vờ đến từ một gia đình giàu có bởi vì cô xấu hổ khi cha mình là một tài xế. Cô cảm thấy thất vọng và căng thẳng vì những cuộc đấu tranh tài chính của gia đình mình.
- Park Se-wan [ko] as Oh Sa-rang

Bạn thận của Eun-ho.
- Seo Ji Hoon vai Yoon Kyung-woo

Nghệ sĩ vĩ cầm và nhà soạn nhạc kim ca sĩ đã tốt nghiệp ở nước ngoài. Anh thích Sa-rang.
- Rowoon vai Kang Hyun-il / Issue[9]

Một thành viên không nổi tiếng của nhóm nhạc nam K-pop Cherry với nghệ danh là Issue. Học sinh chuyển trường tại trường của Eun-ho.
- Kim Hee-chan vai Kim Hee-chan

Con trai của công tố viên nổi tiếng. Anh được dạy dỗ bởi Dae-hwi.
- Hong Kyung vai Won Byung-goo

Bạn của Tae-woon, thường uống sữa dâu.
- Han Bo-bae vai Seo Bo-ra

Mục tiêu bị bắt nạt trong lớp. Cô lo sợ khi tố cáo Young-gun và những kẻ khác với giáo viên bởi vì những lần thất bại trước đây.
- Ji Hye-ran (Z.Hera) vai Yoo Bit-na

Cô là một trong những kẻ bắt nạt Bo-ra.
- Ha Seung-ri vai Hwang Young-gun

Người bắt nạt Bo-ra. Sau đó cô trở thành cảnh sát viên, lấy động lực từ Han Soo-ji.
- Kim Min-ha vai Yeo Sung-eun

Thành viên trong nhóm của Young-gun.
- Song Yoo-jung vai Choi Hyun-jung

Thành viên trong nhóm của Young-gun.
- Lee Joon-woo vai Go Hak-jung
- Ahn Sung-kyun [ko] vai Ahn Jung-il
- Choi Sung-min vai Han Duk-soo

#### Nhân viên nhà trường
- Lee Jong-won vai Hyun Kang-woo

Hiệu trưởng giàu có và quyền lực. Ông là cha của Hyun Tae-woon.
- Kim Eung-soo vai Yang Do-jin

Hiệu trưởng tham nhũng.
- Park Chul-min vai Park Myung-deok

Trợ lý hiệu trưởng, người có ước mơ được thăng tiến

#### Giáo viên
- Lee Jae-yong vai Koo Young-goo, một giáo viên nghiêm khắc nhưng công bằng người kế thừa Hyun Kang-woo trở thành hiệu trưởng trường trung học Geumdo.
- Min Sung-wook [ko] vai Jung Joon-soo.
- Jo Mi-ryung vai Jang So-ran

#### Gia đình Ra
- Sung Ji-ru vai Ra Sun-bong, cha của Eun-ho, người bí mật làm việc để kiếm tiền cho Eun-ho đi học các lớp ngoại khóa.
- Kim Hee-jung vai Kim Sa-bun, mẹ của Eun-ho.
- Jang Se-hyun [ko] vai Ra Tae-shik, anh trai của Eun-ho.

#### Mở rộng
- Mi Jung vai Na Young-ok, mẹ của Song Dae-hwi.
- Kim Soo-jin vai mẹ của Oh Sa-rang, người quét dọn tại trường Geumdo.
- Choo Kwi-jung vai mẹ của Kim Hee-chan.
- Kim Jin-woo vai Im Joon-ki, bạn thân của Tae-woon và Dae-hwi.
- Shin Yun-sook vai bà ngoại của Im Joon-ki.
- Kim Sun-hwa vai mẹ của Ahn Jung-il.
- Lee Jae-kyung vai người thân.
- Song Yoo-hyun.
- Lee Hyun-suk
- Ahn Tae-joon
- Kim Song
- Kim Bo-kyung
- Lee Jae-seo
- Kwon Se-rin
- Shin Joo-hang
- Won Jin-ho
- Kim Shi-eun
- Jung Yo-han
- Park Hye-young
- Lee Yoon-ji
- Kim Jin-sung
- Choi Moon-kyung
- Yoo Chae-mok
- Lee Se-rang
- Park Ji-yun
- Kim Jae-chul
- Yoo In-soo
- Jo Jae-hyun
- So Joon-hyung
- Lee Mi-kyung
- Park Ok-chool

### Xuất hiện đặc biệt
- Kang Min-hyuk vai Jong-geun (tập 1).

## Sản xuất
Vào tháng 5 năm 2017, KBS đề nghị vai chính đến Kim Yoo-jung như một dự án tiếp theo trong chuỗi phim Love in the Moonlight (2016). Vào tháng 6 năm 2017, cô ấy chính thức từ chối. Lần đọc bản thảo đầu tiên diễn ra vào ngày 19 tháng 6 năm 2017 tại tòa nhà KBS Annex ở Yeuido, Seoul, Hàn Quốc.

## Nhạc phim

### OST phần 1
(Phát hành 17 tháng 7 năm 2017)
| STT              | Nhan đề                                     | Phổ lời          | Phổ nhạc         | Ca sĩ            | Thời lượng |
| ---------------- | ------------------------------------------- | ---------------- | ---------------- | ---------------- | ---------- |
| 1.               | "Believe In This Moment" (이 순간을 믿을게) | Shim Hyun-bo     | Choi Min-chang   | gugudan          | 03:16      |
| 2.               | "Believe In This Moment" (Inst.)            |                  | Choi Min-chang   |                  | 03:16      |
| Tổng thời lượng: | Tổng thời lượng:                            | Tổng thời lượng: | Tổng thời lượng: | Tổng thời lượng: | 06:32      |

### OST phần 2
(Phát hành 24 tháng 7 năm 2017)
| STT              | Nhan đề                                  | Phổ lời          | Phổ nhạc                      | Ca sĩ            | Thời lượng |
| ---------------- | ---------------------------------------- | ---------------- | ----------------------------- | ---------------- | ---------- |
| 1.               | "Throbbing Summer Day" (두근두근 여름날) | Shim Hyun-bo     | Choi Min-chang, Park Sung-jin | Yozoh            | 03:20      |
| 2.               | "Throbbing Summer Day" (Inst.)           |                  | Choi Min-chang, Park Sung-jin |                  | 03:20      |
| Tổng thời lượng: | Tổng thời lượng:                         | Tổng thời lượng: | Tổng thời lượng:              | Tổng thời lượng: | 06:40      |

### OST phần 3
(Phát hành 31 tháng 7 năm 2017)
| STT              | Nhan đề              | Phổ lời          | Phổ nhạc         | Ca sĩ            | Thời lượng |
| ---------------- | -------------------- | ---------------- | ---------------- | ---------------- | ---------- |
| 1.               | "Going Home"         | Kang Woo-kyung   | Jung Sung-am     | Tarin            | 03:24      |
| 2.               | "Going Home" (Inst.) |                  | Jung Sung-am     |                  | 03:24      |
| Tổng thời lượng: | Tổng thời lượng:     | Tổng thời lượng: | Tổng thời lượng: | Tổng thời lượng: | 06:48      |

### OST phần 4
(Phát hành 7 tháng 8 năm 2017)
| STT              | Nhan đề                   | Phổ lời                              | Phổ nhạc                     | Ca sĩ                         | Thời lượng |
| ---------------- | ------------------------- | ------------------------------------ | ---------------------------- | ----------------------------- | ---------- |
| 1.               | "Stay In My Life"         | Park Geun-cheol Taeyong Jung Soo-min | Park Geun-cheol Jung Soo-min | Taeil, Taeyong, Doyoung (NCT) | 03:15      |
| 2.               | "Stay In My Life" (Inst.) |                                      | Park Geun-cheol Jung Soo-min |                               | 03:15      |
| Tổng thời lượng: | Tổng thời lượng:          | Tổng thời lượng:                     | Tổng thời lượng:             | Tổng thời lượng:              | 06:30      |

### OST phần 5
(Phát hành 8 tháng 8 năm 2017)
| STT              | Nhan đề                        | Phổ lời                    | Phổ nhạc                  | Ca sĩ            | Thời lượng |
| ---------------- | ------------------------------ | -------------------------- | ------------------------- | ---------------- | ---------- |
| 1.               | "Reach To You" (너에게 닿기를) | Lee Sang-joon Jung Jin-woo | Lee Sang-joon Cha Gil-wan | Maktub           | 03:34      |
| 2.               | "Reach To You" (Inst.)         |                            | Lee Sang-joon Cha Gil-wan |                  | 03:34      |
| Tổng thời lượng: | Tổng thời lượng:               | Tổng thời lượng:           | Tổng thời lượng:          | Tổng thời lượng: | 07:08      |

### OST phần 6
(Phát hành 14 tháng 8 năm 2017)
| STT              | Nhan đề                | Phổ lời                             | Phổ nhạc                            | Ca sĩ                    | Thời lượng |
| ---------------- | ---------------------- | ----------------------------------- | ----------------------------------- | ------------------------ | ---------- |
| 1.               | "I Pray 4 You"         | MATHI Park Geun-cheol Jeong Soo-min | Park Geun-cheol Jeong Soo-min MATHI | Apink BnN (Bomi, Namjoo) | 03:50      |
| 2.               | "I Pray 4 You" (Inst.) |                                     | Park Geun-cheol Jeong Soo-min MATHI |                          | 03:51      |
| Tổng thời lượng: | Tổng thời lượng:       | Tổng thời lượng:                    | Tổng thời lượng:                    | Tổng thời lượng:         | 07:41      |

## Rating
- Trong bảng dưới đây, màu xanh thể hiện cho đánh giá thấp nhất và màu đỏ thể hiện cho đánh giá cao nhất.
- NR thể hiện bộ phim không được xếp hạng trong danh sách 20 chương trình hằng ngày vào ngày đó.

| Tập #      | Ngày phát sóng      | Tiêu đề                                         | Lượt xem trung bình | Lượt xem trung bình | Lượt xem trung bình | Lượt xem trung bình |
| Tập #      | Ngày phát sóng      | Tiêu đề                                         | Đánh giá TNmS       | Đánh giá TNmS       | AGB Nielsen         | AGB Nielsen         |
| Tập #      | Ngày phát sóng      | Tiêu đề                                         | Toàn Quốc           | Vùng thủ đô Seoul   | Toàn Quốc           | Vùng thủ đô Seoul   |
| ---------- | ------------------- | ----------------------------------------------- | ------------------- | ------------------- | ------------------- | ------------------- |
| 1          | 17 tháng 7 năm 2017 | Grade Class Society                             | 6.5% (NR)           | 7.0% (NR)           | 5.9% (NR)           | 6.4% (NR)           |
| 2          | 18 tháng 7 năm 2017 | About Trouble Kids                              | 4.8% (NR)           | 4.9% (NR)           | 4.2% (NR)           | 4.3% (NR)           |
| 3          | 24 tháng 7 năm 2017 | Suspect Your Friend                             | 4.6% (NR)           | 5.3% (NR)           | 4.2% (NR)           | 4.9% (NR)           |
| 4          | 25 tháng 7 năm 2017 | Encounter                                       | 4.6% (NR)           | 5.0% (NR)           | 4.1% (NR)           | 4.5% (NR)           |
| 5          | 31 tháng 7 năm 2017 | Something the Student Evaluation Doesn't Record | 4.2% (NR)           | 4.9% (NR)           | 4.2% (NR)           | 5.1% (NR)           |
| 6          | 1 tháng 8 năm 2017  | The Real Records of Our Lives                   | 4.7% (NR)           | 5.1% (NR)           | 4.6% (NR)           | 5.9% (NR)           |
| 7          | 7 tháng 8 năm 2017  | Everyone Lies                                   | 4.6% (NR)           | 4.8% (NR)           | 4.4% (NR)           | 4.6% (NR)           |
| 8          | 8 tháng 8 năm 2017  | After the Lie                                   | 5.0% (NR)           | 5.2% (NR)           | 4.7% (NR)           | 4.9% (NR)           |
| 9          | 14 tháng 8 năm 2017 | The Weight Rumors Carry                         | 4.4% (NR)           | 5.3% (NR)           | 4.4% (NR)           | 5.4% (NR)           |
| 10         | 15 tháng 8 năm 2017 | How to Endure the Weight                        | 4.7% (NR)           | 5.6% (NR)           | 4.4% (NR)           | 5.3% (NR)           |
| 11         | 21 tháng 8 năm 2017 | Dreams, the Shining Worries                     | 4.8% (NR)           | 4.9% (NR)           | 4.7% (NR)           | 4.8% (NR)           |
| 12         | 22 tháng 8 năm 2017 | Soaring Up, You                                 | 4.7% (NR)           | 5.3% (NR)           | 4.1% (NR)           | 4.7% (NR)           |
| 13         | 28 tháng 8 năm 2017 | Two People's Lines                              | 4.4% (NR)           | 4.6% (NR)           | 4.3% (NR)           | 4.5% (NR)           |
| 14         | 29 tháng 8 năm 2017 | How to Face Different Lines                     | 5.1% (NR)           | 5.7% (NR)           | 4.4% (NR)           | 5.0% (NR)           |
| 15         | 4 tháng 9 năm 2017  | How to Protect You                              | 4.9% (NR)           | 5.2% (NR)           | 4.1% (NR)           | 4.4% (NR)           |
| 16         | 5 tháng 9 năm 2017  | On My Way to Meet the Real You                  | 4.5% (NR)           | 5.1% (NR)           | 4.6% (NR)           | 5.3% (NR)           |
| Trung bình | Trung bình          | Trung bình                                      | 4.8%                | 5.2%                | 4.5%                | 4.9%                |

## Giải thưởng và đề cử
| Năm  | Giải thưởng             | Thể loại               | Người nhận    | Kết quả |
| ---- | ----------------------- | ---------------------- | ------------- | ------- |
| 2017 | 10th Korea Drama Awards | Diễn viên mới xuất sắc | Kim Se-jeong  | Đề cử   |
| 2017 | 1st The Seoul Awards    | Diễn viên mới xuất sắc | Kim Jung-hyun | Đề cử   |
| 2017 | 1st The Seoul Awards    | Diễn viên nữ xuất sắc  | Kim Se-jeong  | Đề cử   |